# أديسون ريتشاردز (لاعب كرة قدم كندية)
أديسون ريتشاردز هو لاعب كرة قدم كندية كندي، ولد في 23 سبتمبر 1993 في ريجاينا في كندا.